# Браун, Кейт
Ке́йт Бра́ун (англ. Kate Brown), полное имя Кэ́трин Бра́ун (англ. Katherine Brown; род. 21 июня 1960, Торрехон-де-Ардос, Испания) — американский политик; член Демократической партии США. 38-й губернатор Орегона в 2015—2023 годах, Госсекретарь Орегона в 2009—2015 годах, член Сената Орегона от 21-го округа в 1997—2009 годах и Палаты представителей Орегона от 13-го округа в 1991—1997 годах.
Браун — вторая женщина, ставшая губернатором штата Орегон (после Барбары Робертс). Она бисексуалка и является первым открытым представителем ЛГБТ-сообщества — губернатором штата в истории США.

## Личная жизнь
Родилась 21 июня 1960 года в городе Торрехон-де-Ардос в Испании, в семье офицера ВВС США. Выросла в штате Миннесота. Окончила среднюю школу Маундс-Вью в Арден-Хиллз, штат Миннесота, в 1978 году. Браун получила степень бакалавра гуманитарных наук в области охраны окружающей среды в Университете Колорадо в Боулдере в 1981 году и степень доктора права в Колледже Льюиса и Кларка в 1985 году.
Замужем за господином Литтлом, у них есть двое приёмных детей.

## Политическая карьера

### Член Палаты представителей и Сената Орегона
Кейт Браун вошла в Палату представителей штата Орегон в 1991 году. А в Сенат штата Браун была избрана в 1996 году. Два года спустя она была избрана лидером Демократической партии в Сенате.

### Губернатор Орегона
13 февраля 2015 года губернатор Орегона Джон Альберт Кицхабер объявил о своей предстоящей отставке в связи с коррупционным скандалом. 18 февраля 2015 года Браун заняла пост губернатора. Вступив в должность, Браун объявила, что продлит мораторий на смертную казнь, введённый её предшественником.